# ورخنیایا بیک‌بردا
ورخنیایا بیک‌بردا (انگلیسی: Verkhnyaya Bikberda) یک شهرک در شهرستان زیانچورینسکی استان باشقیرستان کشور روسیه است.